# Samtal i Hollywood
Samtal i Hollywood är en intervjubok av Nils-Petter Sundgren från 1970, publicerad av PAN/Norstedts. De enligt Sundgren viktigaste intervjuerna hade visats i TV2 i en serie vintern 1969–1970. Serien var ett samarbete mellan Pål Bang-Hansen och Sundgren. Intervjun med Billy Wilder gjordes för Expressen.

## Innehåll
- Hollywoodmänniskan
- Som ett paradis, George Cukor
- En bild av en bild av livet, Mark Robson
- Inte bara ett vaxkabinett, Billy Wilder
- Har ni varit på Santa Monica Pier en lördag?, Jacques Demy
- Människor lever mycket ensamt här, Don Murray
- 19000 skådespelare, Charlton Heston
- Regin - en förhållandevis obetydlig detalj, Tom Gries
- Ett stackars lejon som kastas för de kristna, Dalton Trumbo
- Ser man illusionslöst på frågan..., Ring Lardner jr
- Hollywood är en ödemark, Elia Kazan
- CIA var inte inblandat, Sy Bartlett
- Den smala linjen mellan sken och verklighet, Haskell Wexler
- Jag föddes med en platinasked i munnen, Peter Fonda
- Jag tål inte folk som. luktar, Henry Fonda
- Deras ögon hamnar i filmens fängelse, Jack Nicholson
- År 2001 och Ursula Andress' blåmärken, Rhona Barett och Eugene Youngblood
- Revolutionen kommer att tala engelska, Sam Peckinpah
- Låt alla bli miljonärer. Beautiful!, Gordon Parks
- Första tagningen är den viktiga, Michael Wadleigh
- Den förbannade underhållningen, David Stone.